# Casa Modernista (rua Bahia)

A Casa Modernista da rua Bahia localiza-se, tal como sua própria denominação sugere, à rua Bahia, número 1126 no bairro do Pacaembu, na cidade de São Paulo. Trata-se de um dos projetos do arquiteto Gregori Warchavchik e é considerada uma das primeiras residências modernistas do Brasil, sendo tombada pelo poder público estadual por sua importância histórica, artística e arquitetônica. A denominação oficial da casa é Residência Luiz da Silva Prado. Projetado em 1930, o imóvel pertence a um proprietário particular e é de uso residencial, abrigando hoje um escritório de design de abrangência mundial. 

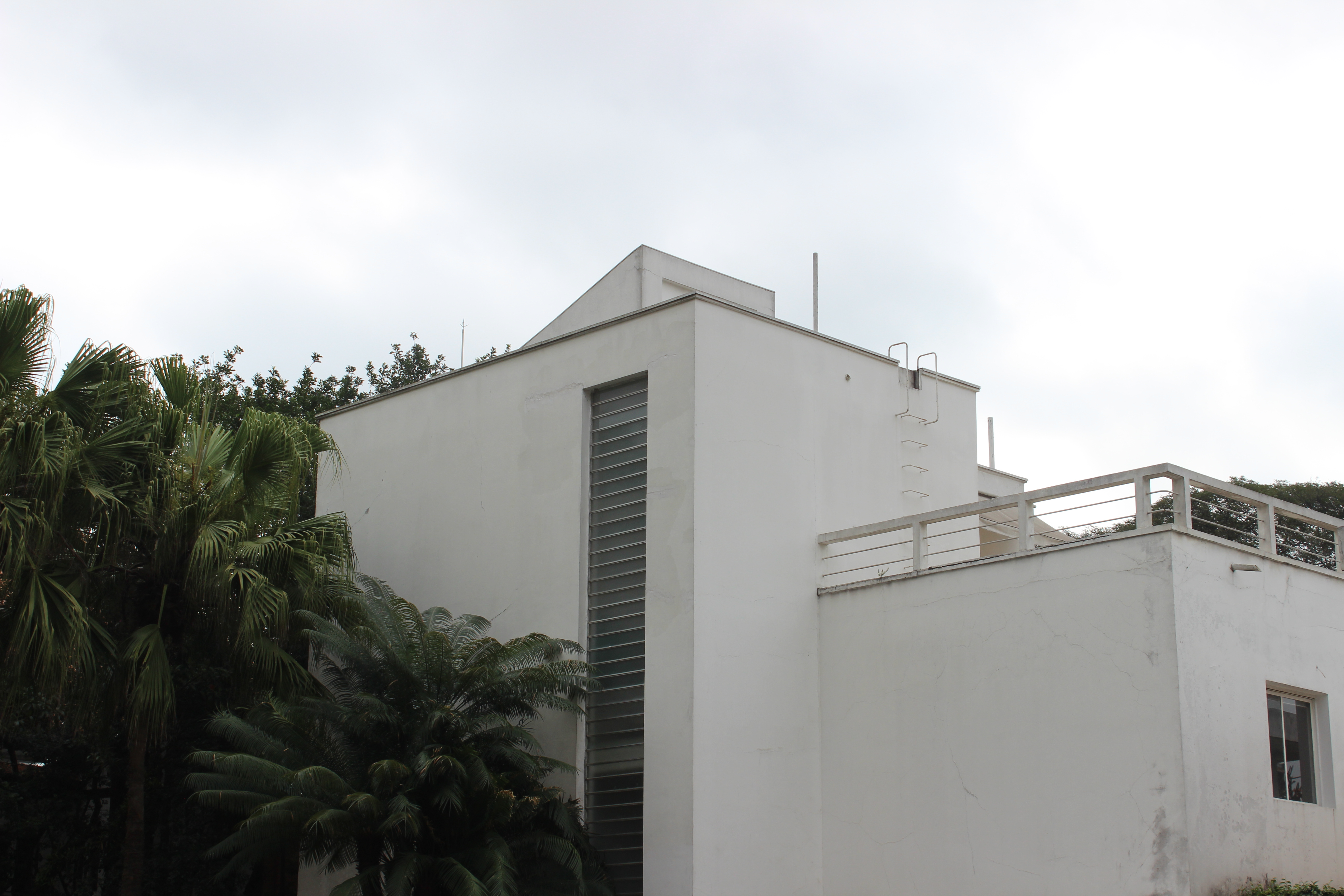
Parte superior da fachada lateral da Casa Modernista da Rua Bahia, de Gregori Warchavchik, em São Paulo (SP, Brasil)

Com aspectos pioneiros, seu exterior inovador já dá sinais de uma articulação dinâmica dos volumes da construção. Com traços quase industriais, a casa apresenta uma arquitetura sem complicações, estilização ou elementos supérfluos: é uma produção simples, geométrica, direta e útil. Desta forma, à época, a concepção de beleza não foi considerada.

## História
Gregori Warchavchik iniciou seus estudos de arquitetura na cidade de Odessa, localizada na costa da Ucrânia - que também é sua cidade natal. Aos 22 anos, se mudou para Roma, na Itália, para concluir seus estudos. Para o Brasil, a convite da Companhia Construtora de Santos, só veio em 1923, quando já tinha 27 anos. Radicado em São Paulo, publicou um artigo nomeado "Futurismo?", em italiano, no jornal "Il Piccolo". Poucos meses depois da publicação original na capital paulista, o conteúdo foi reproduzido no Rio de Janeiro como "Acerca da Arquitetura Moderna" e, por conseguinte, passou a ser chamado por alguns de "Manifesto Modernista". Este documento representaria o início de uma renovação da arquitetura no Brasil.

Em 1927, o arquiteto construiu a primeira casa que confrontou a produção arquitetônica da época: a Casa Modernista (rua Santa Cruz). Três anos depois que vieram, então, a Casa Modernista (rua Itápolis) e da Rua Bahia. O espírito moderno encontrado nessas construções era composto por, além de obras do próprio arquiteto, trabalhos de outros artistas estrangeiros e nacionais. A contribuição de Warchavchik - construções em São Paulo e também no Rio de Janeiro - constituiu o início da nova arquitetura no Brasil. 

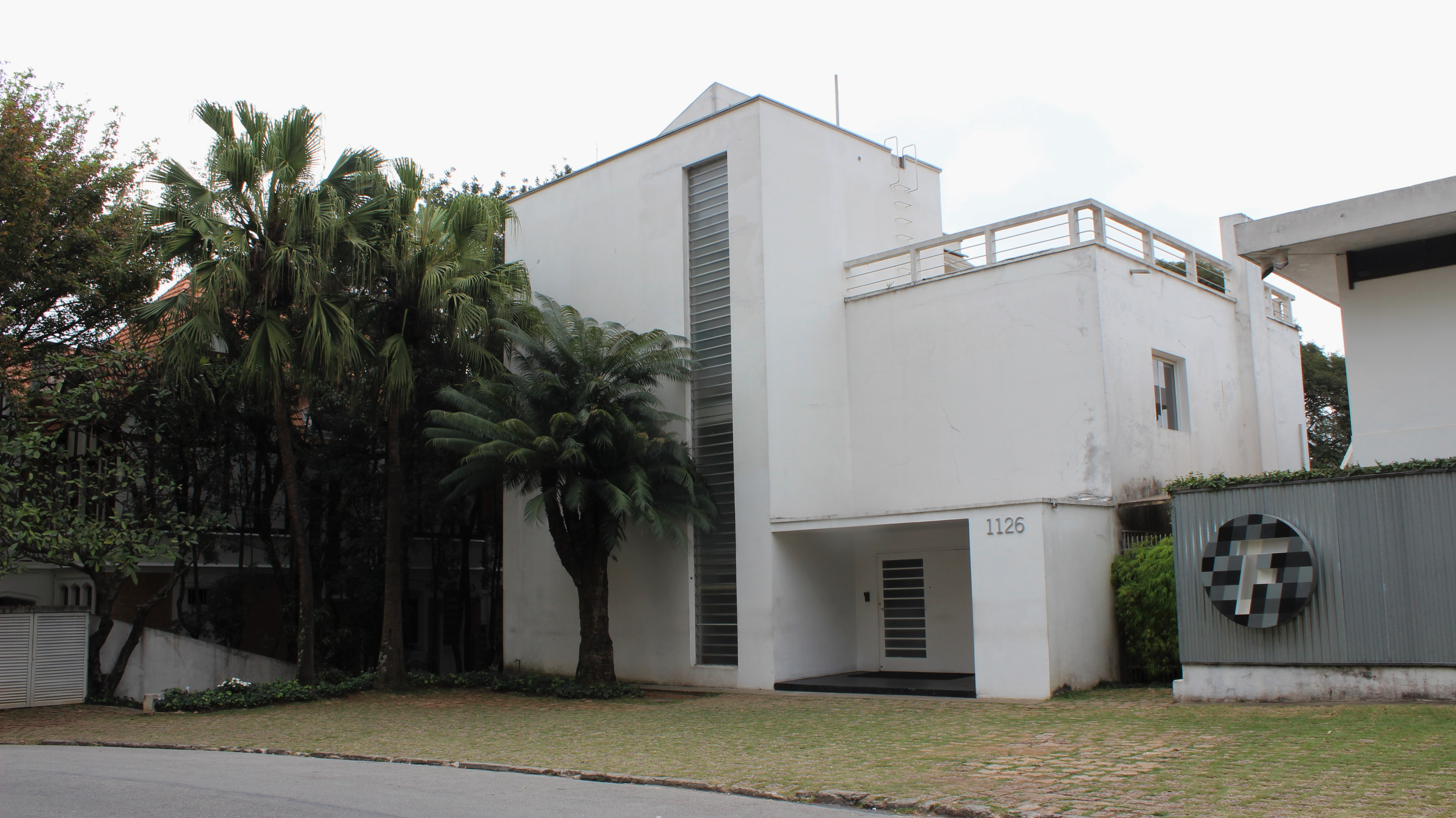
Face lateral da Casa Modernista da Rua Bahia, em que se pode ver a diferença entre os dois blocos principais, além de suas aberturas frontais e laterais

Originalmente, a Casa Modernista da Rua Bahia já era uma propriedade particular, registrada no nome de Marina Medici Misasi, que residiu lá com seu marido Túlio Misasi. Por ter sido a última construção das três Casas Modernistas de Warchavchik, a residência da Rua Bahia pode ser considerada como sua realização mais importante, se levado em consideração o aspecto arquitetônico, visto que o repertório moderno utilizado em sua construção contempla com totalidade o porte da edificação.

## Características arquitetônicas
Entre as particularidades da Casa Modernista da Rua Bahia estão as boas soluções de implantação no terreno acidentado em declive do local, trazendo uma organização vertical. O recurso encontrado por Gregori Warchavchik foi, rompendo com os padrões estéticos vigentes na época, projetar um jardim em patamares, sobre muros de concreto armado - padrão geométrico que remete a um jardim cubista. Além da residência da Rua Bahia, as outras duas casas do arquiteto, na Rua Itápolis (1930) e também na Rua Santa Cruz (1927), são parte das origens da arquitetura moderna em São Paulo e no Brasil. 

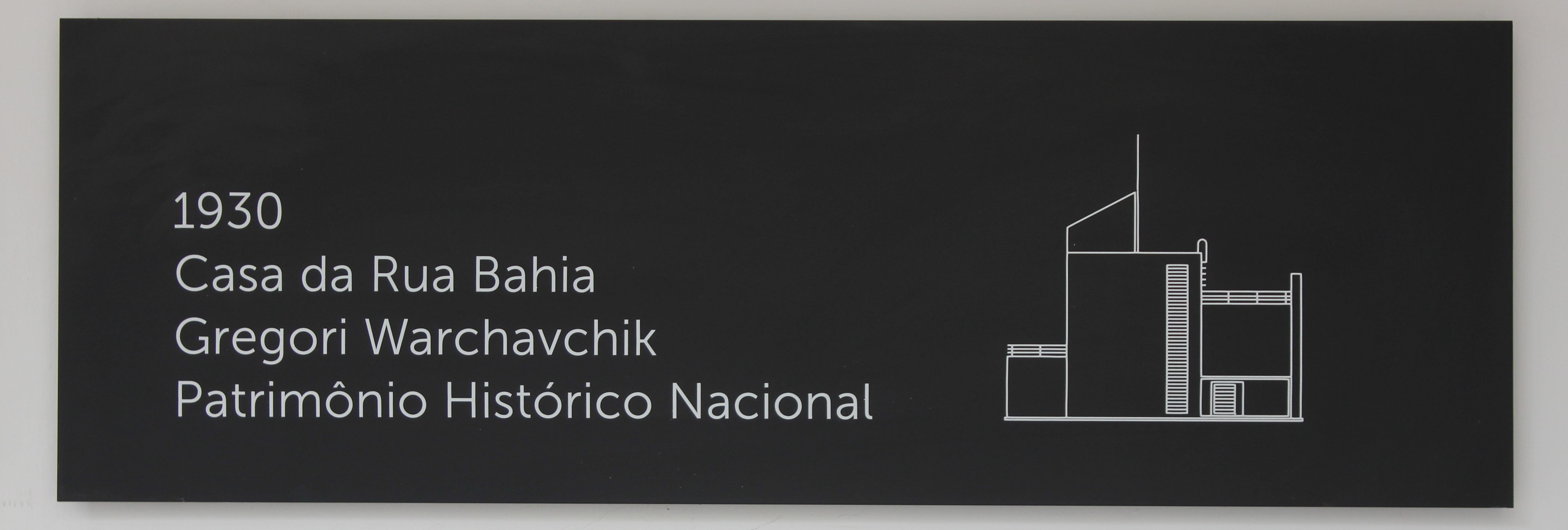
Placa de "Patrimônio Histórico Nacional", localizada na porta da da Casa Modernista da Rua Bahia

Como consta em seu memorial descritivo, a Casa Modernista da Rua Bahia possui alicerces em concreto de pedregulho e cimento; paredes em alvenaria de tijolos assentes; revestimento de cal e areia; e cobertura em lajes e tijolos furados intercalados com ferro e impermeabilizados. Em seu interior, a utilidade continua sendo levada em consideração; os espaços foram idealizados para proporcionar conforto e simplicidade aos moradores. As linhas retas são uma forte característica da Casa Modernista, abrindo espaços para o ar e para a luz nos ambientes internos.
Seguindo a perspectiva declivosa do Pacaembu, a casa da Rua Bahia apresenta, além do jardim em degraus, extensas varandas e janelas. Nesta obra, Warchavchik ousou ao não utilizar a divisão tradicional entre os ambientes (áreas sociais, íntimas e de serviço). Em sua planta original, na fachada sul do edifício há o hall de entrada, com uma alta janela vertical. Por trás desta face, estão o toalete e a cozinha, que recebe ventilação e luz pela lateral da construção. Já no lado norte estão localizados os dormitórios e a parte social da casa. Sua fachada limpa e simples, com a justaposição de cubos fascinou até mesmo as pessoas com um gosto mais tradicional. Esses espaços constituem-se em 20 m de frente; 24,21 m do lado direito de quem olha da rua; 36,75 m do lado esquerdo; e 16,50 m nos fundos, com área total de 765 m².

## O Arquiteto
Gregori Warchavchik (1896 – 1972) foi um arquiteto de nacionalidade russa, nascido em 1896 na cidade de Odessa (cidade ucraniana), deu início aos seus estudos na Universidade de Odessa, finalizando-os no ano de 1920, no Instituto Superior de Belas Artes de Roma. Após sua formação começou a trabalhar juntamente com o professor e arquiteto Marcello Piacentini, auxiliando-o. Em 1923, imigrou para o Brasil para trabalhar em uma das maiores construtoras da época, a Companhia Construtora de Santos.
Considerado vanguardista da arquitetura moderna no Brasil, por meio de manifestos e editoriais de jornal, como por exemplo “Acerca da arquitetura moderna”, publicado em 1925, obteve um papel essencial para a sua formação e propagação. A convite do próprio diretor Lúcio Costa, lecionou para o que seria a primeira geração de arquitetos modernistas cariocas na Escola Nacional de Belas Artes, Rio de Janeiro. Nomeado a convite de Le Corbusier, atuou como representante sul-americano dos CIAM (Congressos Internacionais de Arquitetura Moderna), e a construção de suas primeiras obras modernas no Brasil. Após em torno de 40 anos de atuação profissional, Gregori faleceu em 1972, deixando seu legado fundamental para a arquitetura brasileira.

## Significado histórico e cultural
A residência da Rua Bahia foi tombada como patrimônio histórico nacional por constituir um exemplar do que se pode denominar de "núcleo doutrinário da arquitetura moderna". Em outras palavras, como uma forma de proteger essa referência fundamental para a arquitetura moderna brasileira do crescimento urbano desordenado. Junto ao seu processo de tombamento no Instituto do Patrimônio Histórico e Artístico Nacional (IPHAN), estava também o das Casas da Rua Itápolis e da Rua Santa Cruz.
Em julho de 1984 o Serviço Público Federal abriu o processo de tombamento das residências construídas por Warchavchik, nas Ruas Santa Cruz, Itápolis e Bahia. Alguns elementos da Casa da Rua Bahia foram alterados em reformas, principalmente no piso térreo, o que dificultou o andamento do processo. Em outubro de 1985 os proprietários e o Prefeito Municipal de São Paulo foram notificados do processo de tombamento que estava em curso. Dois meses depois, em janeiro de 1986, aconteceu a reunião do Conselho Consultivo do Patrimônio Histórico e Artístico Nacional, em que foi decidida a sentença do processo em andamento. Entretanto, somente em junho de 1986 a Secretaria do Patrimônio Histórico e Artístico Nacional recomendou o tombamento definitivo dos imóveis. A certidão de tombamento da Casa Modernista da Rua Bahia foi divulgada em 22 de agosto de 1986. As opiniões favoráveis ao tombamento da casa se baseavam na preservação dos valores da historiografia da arquitetura brasileira.

## Galeria

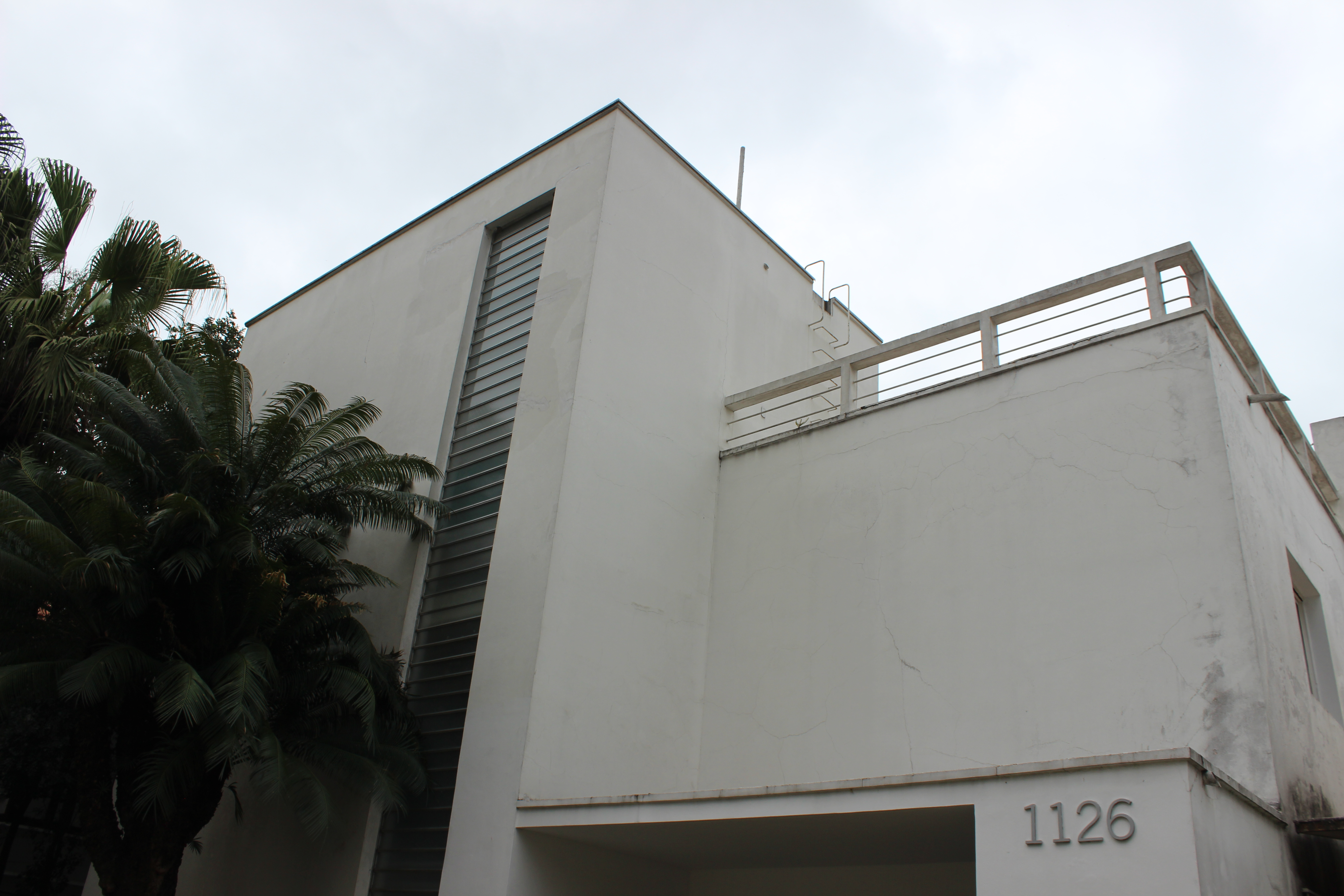
Lateral da Casa Modernista da Rua Bahia, de Gregori Warchavchik, com seu número em evidência
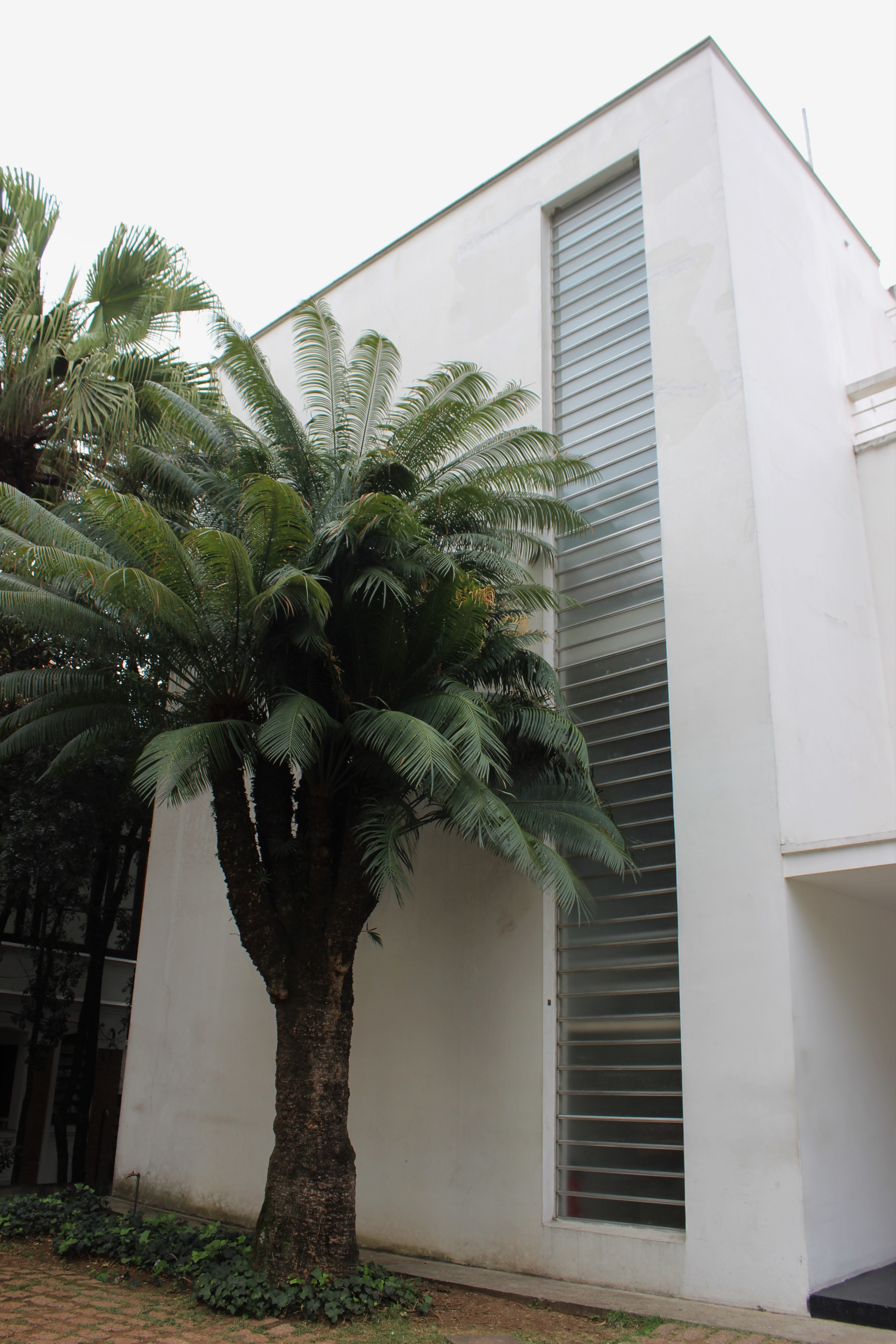
Bloco mais alto da face frontal da Casa Modernista da Rua Bahia, que ultrapassa o pavimento ao lado. Suas pequenas aberturas acompanham toda a sua extensão vertical
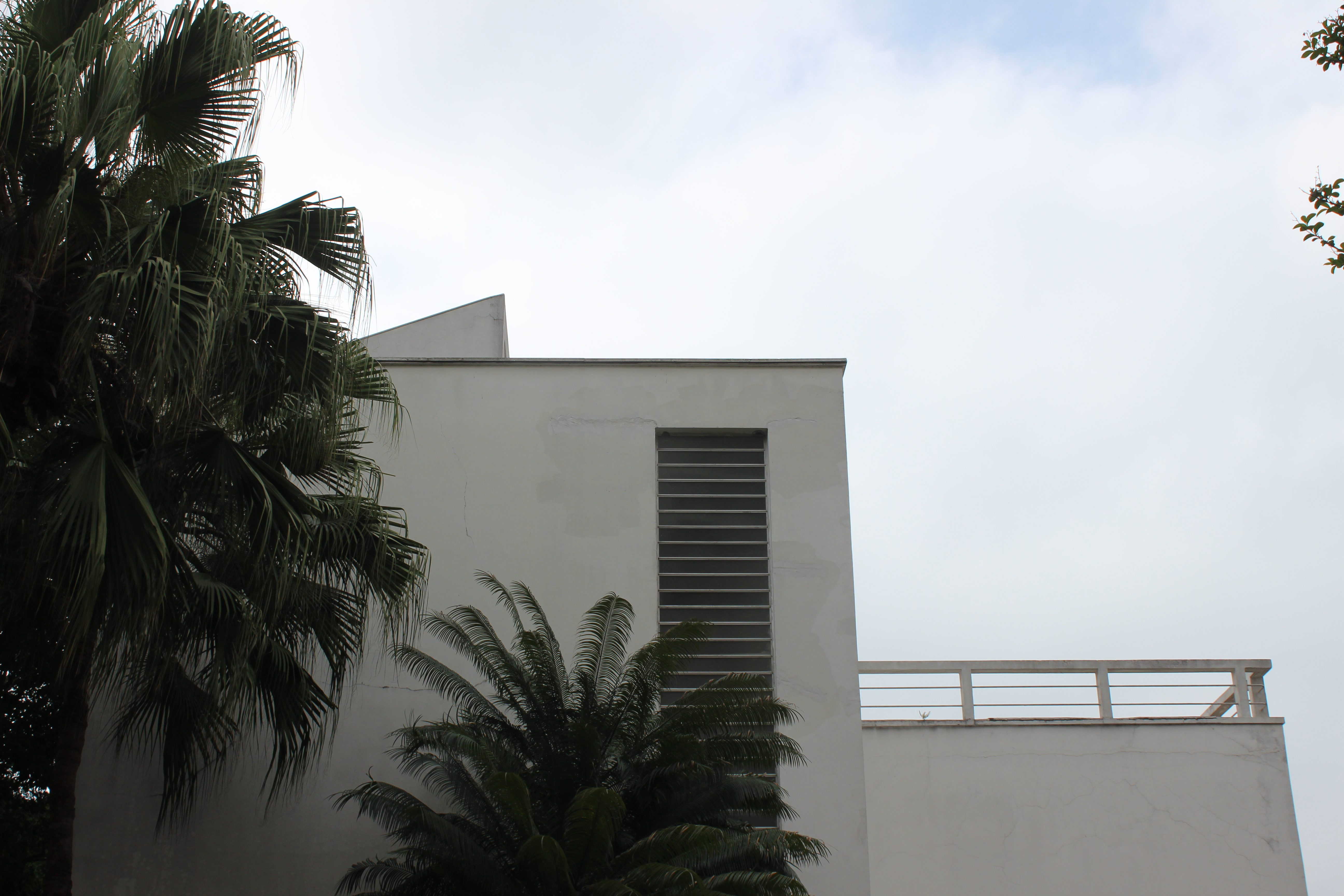
Parte superior da fachada frontal - com os dois blocos prismáticos justapostos em evidência
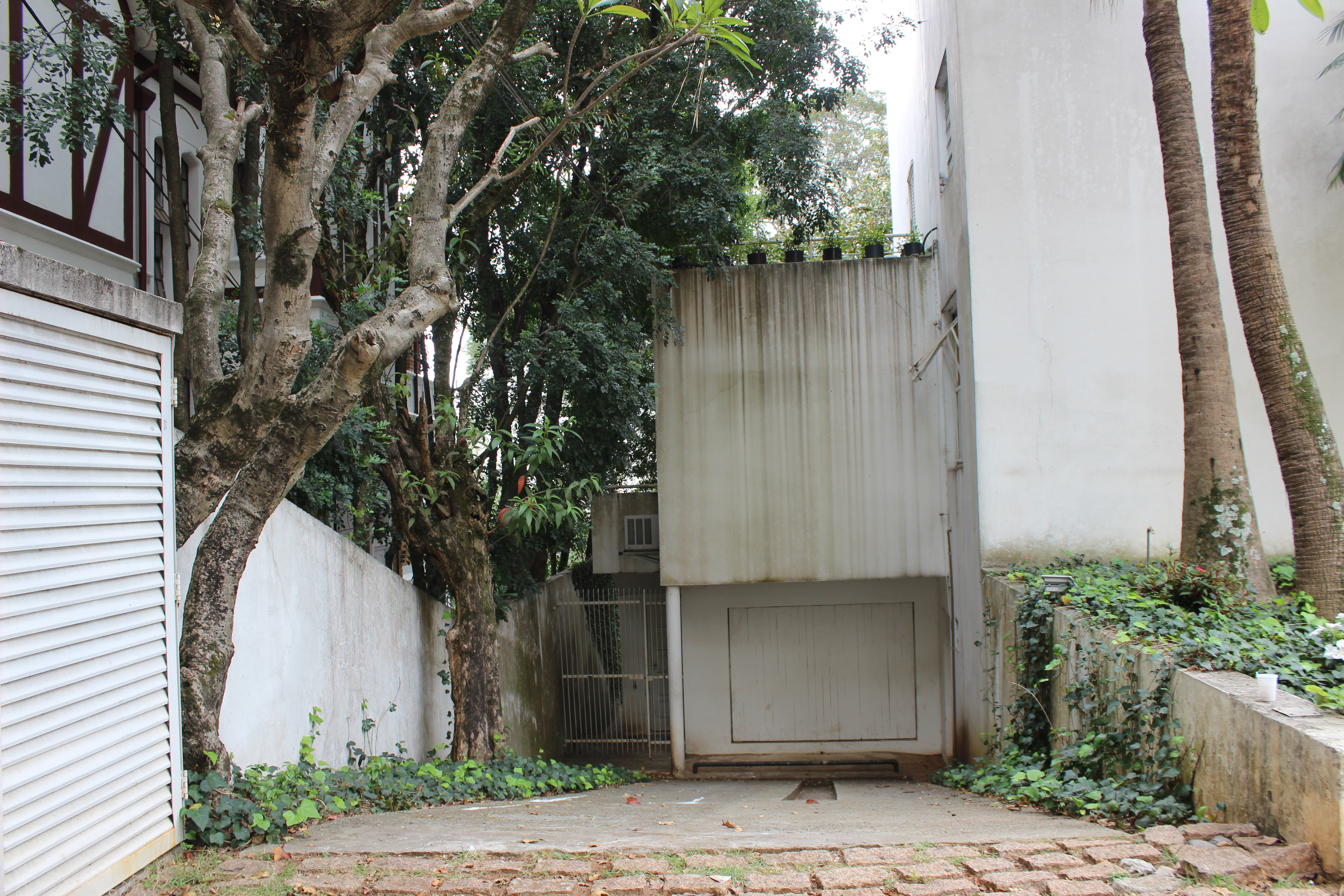
Entrada lateral (para carros) da Casa Modernista da Rua Bahia
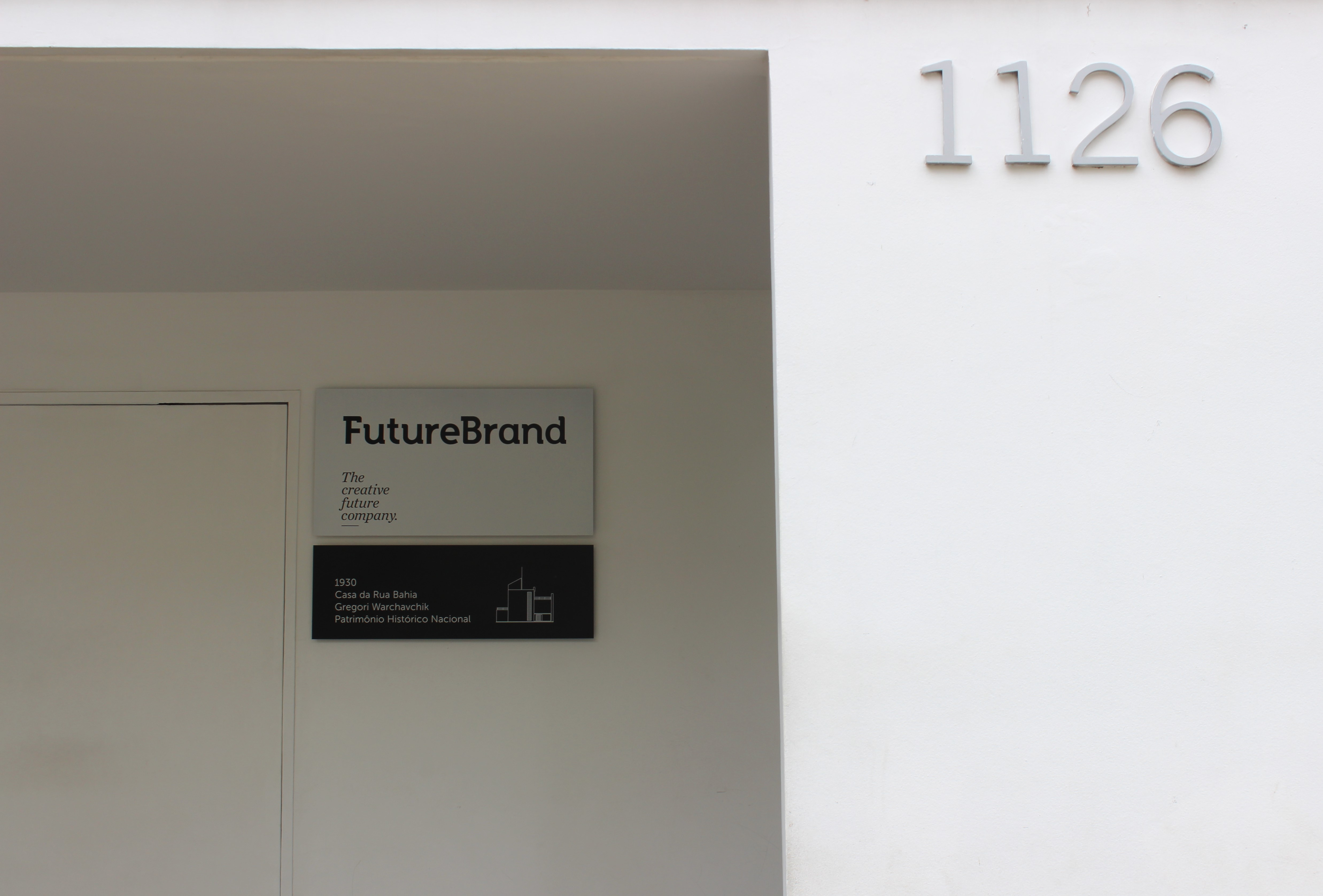
Entrada da Casa Modernista da Rua Bahia, com o número, a placa de "Patrimônio Histórico Nacional" e a placa do escritório de design (FutureBrand) que funciona atualmente no local
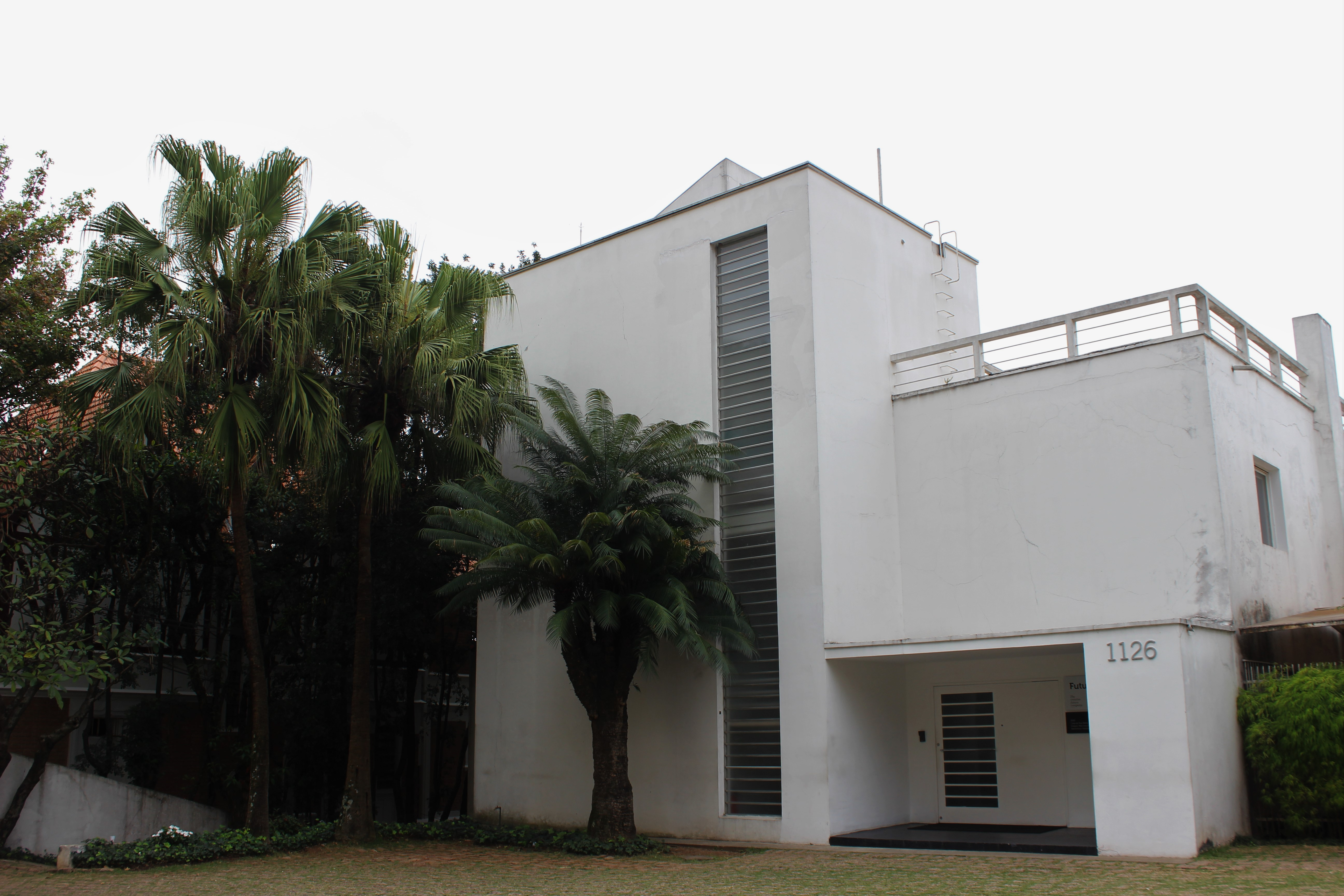
Face lateral da Casa Modernista da Rua Bahia, de Gregori Warchavchik